# Nagyboldogasszony-plébániatemplom (Pilisvörösvár)
A Nagyboldogasszony-plébániatemplom a Pest vármegyei Pilisvörösvár legrégibb múltra visszatekintő, római katolikus temploma a város központjában.

## Története

### Építésének előzményei

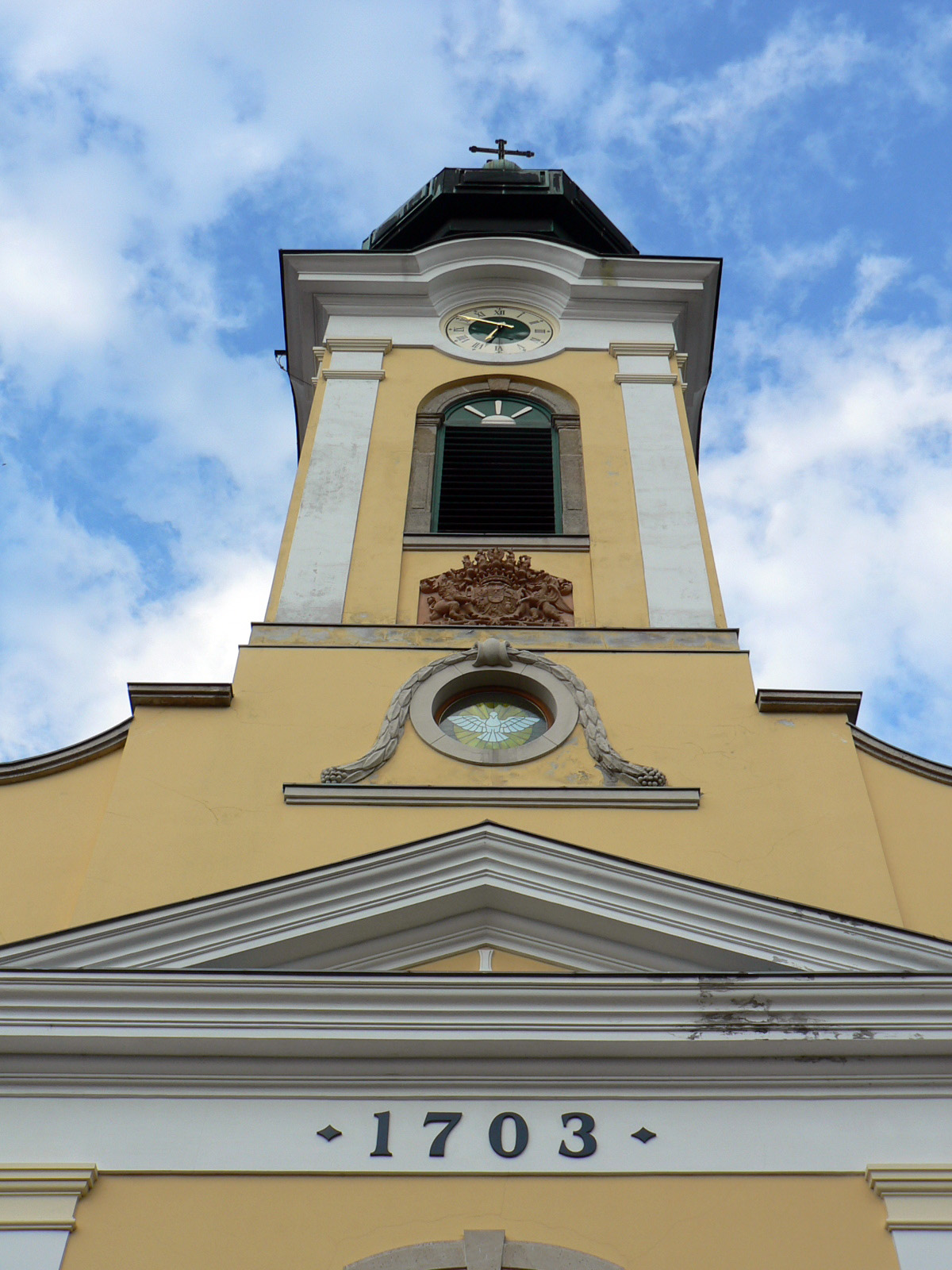
A templom homlokzata

A török hódoltság után Vörösvár első német telepesei az 1690-es években érkeztek erre a tájra; a település római katolikus egyházközségének alapítási éve hivatalosan 1692. Az akkori falu első plébánosa az itt 1696 és 1702 között szolgált Bernhard Hörmann volt; ebben az időszakban épülhetett a legelső vörösvári templom is, Krapff nevű földesúr beruházásában, Fogarasy-Fetter Mihály forráskutatásai szerint 1698-ban.

### A templom építése

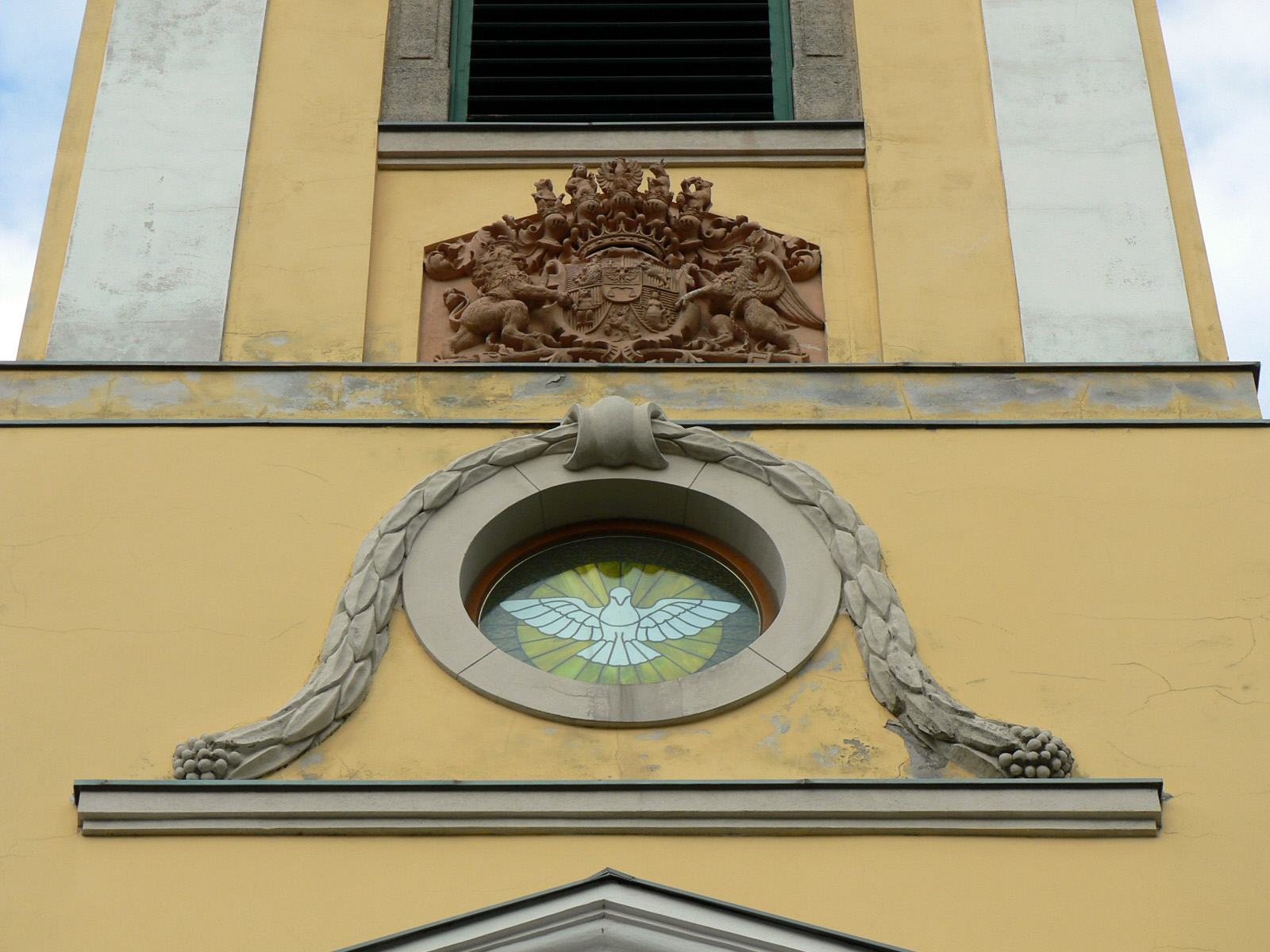
Díszüveg ablak a bejárat fölött

A korábbi kis fatemplom helyére 1703-ban épült a község első kőtemploma, ennek építőmestere Johannes Georgius Danckmayr helybéli kőműves pallér volt, felszentelését 1705-ben a helyi plébános végezte. A források nem egyértelműek arra vonatkozóan, hogy mi lehetett ennek a templomnak a neve, illetve védőszentje. A község gyors növekedése miatt már 1774-ben a templom bővítésén kezdtek gondolkodni, de erre csak az évszázad vége felé kerülhetett sor. A templomhajót 1797-ben bővítették ki a bejárat felé, és tornyot építettek fölé, majd 1802-ben szentéllyel, illetve új sekrestyével bővítették a templomot.
Az építmény a mai formáját 1932-1934 között nyerte el, ekkor került sor a tető és a torony megmagasítására, valamint utóbbinak bádoggal történő befedésére is; ugyancsak ebben az évben óraszerkezet is került a toronyba, és ekkor kapott a templomhajó boltíves mennyezetet is. A templom második világháború utáni teljes felújítása az 1954-es évben zajlott.

## A templom berendezése
A pilisvörösvári nagytemplom berendezésének legfontosabb eleme a siklósi sárga, ruskicai fehér és süttői vörös márványból készült főoltár, amely 1945-ig a budai királyi várban állt, és 1957-ben került Pilisvörösvárra, Marlok István apátplébános kezdeményezésére, az Esztergomi Egyházmegyei Főhatóság engedélyével.
Keresztelőkútját Rehákné Moór Anna színművész ajándékozta a vörösvári egyházközségnek 1828-ban.